# Tajemnica notarialna
Tajemnica notarialna – termin prawniczy wprowadzony ustawą z 14 lutego 1991 r. Prawo o notariacie.

Art. 18. § 1. Notariusz jest obowiązany zachować w tajemnicy okoliczności sprawy, o których powziął wiadomość ze względu na wykonywane czynności notarialne.
§ 2. Obowiązek zachowania tajemnicy trwa także po odwołaniu notariusza.
§ 3. Obowiązek zachowania tajemnicy ustaje, gdy notariusz składa zeznania jako świadek przed sądem, chyba że ujawnienie tajemnicy zagraża dobru państwa albo ważnemu interesowi prywatnemu. W tych wypadkach od obowiązku zachowania tajemnicy może zwolnić notariusza Minister Sprawiedliwości.
§ 4. Obowiązek zachowania tajemnicy nie dotyczy informacji udostępnianych na podstawie przepisów o przeciwdziałaniu praniu pieniędzy oraz finansowaniu terroryzmu – w zakresie określonym tymi przepisami.